# ААГ
ААГ — Кабель силовий з алюмінієвими струмопровідними жилами, з паперовою просоченою ізоляцією, в алюмінієвій оболонці.

## Маркування
Маркування кабелю ААГ розшифровується наступним чином:
- А — алюмінієва струмопровідна жила
- А — алюмінієва оболонка
- Г — відсутність захисних покриттів

## Конструкція
1. Жила з алюмінію: однопроволочна (клас 1) перерізом 25-240 мм2, багатопроволочна (клас 2) перерізом 50-800 мм2;
2. Фазна паперова ізоляція, просочена в'язкою ізоляційною речовиною
3. Маркування кабелю цифрове або кольорове.
4. Заповнення із паперових джгутів
5. Поясна паперова ізоляція, просочена в'язкою ізоляційною речовиною
6. Екран — електропровідний папір
7. Оболонка із алюмінію.

## Застосування
Кабель розподіляє електроенергію в стаціонарних установках в електричних мережах на напругу до 35кВ частотою 50 Гц.
Експлуатація допустима в макрокліматичних районах з помірним і холодним кліматом. Кабель прокладають в сухих приміщеннях, каналах, кабельних підвалах, шахтах, колекторах, виробничих приміщеннях, при відсутності небезпеки механічних пошкоджень під час експлуатації.